# Enock Kwateng
Enock Kwateng (Mantes-la-Jolie, 9 aprile 1997) è un calciatore francese, difensore svincolato.

## Carriera

### Club

#### Nantes
Kwateng esordisce in Ligue 1 il 15 agosto 2015, nel match contro l'Angers terminato con un pareggio di 0-0.

#### Bordeaux
Nell'estate 2019 si trasferisce a parametro zero al Bordeaux, con cui firma un contratto quadriennale in scadenza il 30 giugno 2023.

### Nazionale
Kwateng vince con la nazionale Under-19 francese il campionato europeo 2016 di categoria, giocando 2 partite e realizzando una rete. Viene inserito tra i 23 giocatori selezionati dal CT Ludovic Batelli in occasione dei Mondiali di categoria in Corea del Sud. Il 25 maggio 2017 esordisce nella competizione giocando per tutti i 90 minuti contro il Vietnam, partita valida per la fase a gironi.

## Statistiche

### Presenze e reti nei club
Statistiche aggiornate al 2 aprile 2020.
| Stagione        | Squadra         | Campionato      | Campionato | Campionato | Coppe nazionali | Coppe nazionali | Coppe nazionali | Coppe continentali | Coppe continentali | Coppe continentali | Altre coppe | Altre coppe | Altre coppe | Totale | Totale |
| Stagione        | Squadra         | Comp            | Pres       | Reti       | Comp            | Pres            | Reti            | Comp               | Pres               | Reti               | Comp        | Pres        | Reti        | Pres   | Reti   |
| --------------- | --------------- | --------------- | ---------- | ---------- | --------------- | --------------- | --------------- | ------------------ | ------------------ | ------------------ | ----------- | ----------- | ----------- | ------ | ------ |
| 2015-2016       | Nantes          | L1              | 2          | 0          | CF+CdL          | 1+0             | 0               |                    | -                  | -                  |             | -           | -           | 3      | 0      |
| 2016-2017       | Nantes          | L1              | 7          | 0          | CF+CdL          | 0+1             | 0               |                    | -                  | -                  |             | -           | -           | 8      | 0      |
| 2017-2018       | Nantes          | L1              | 1          | 0          | CF+CdL          | -               | -               |                    | -                  | -                  |             | -           | -           | 1      | 0      |
| 2018-2019       | Nantes          | L1              | 30         | 0          | CF+CdL          | 2+1             | 0               |                    | -                  | -                  |             | -           | -           | 33     | 0      |
| Totale Nantes   | Totale Nantes   | Totale Nantes   | 40         | 0          |                 | 5               | 0               |                    | -                  | -                  |             | -           | -           | 45     | 0      |
| 2019-2020       | Bordeaux        | L1              | 14         | 0          | CF+CdL          | 1+0             | 0               |                    | -                  | -                  |             | -           | -           | 15     | 0      |
| Totale carriera | Totale carriera | Totale carriera | 54         | 0          |                 | 6               | 0               |                    | -                  | -                  |             | -           | -           | 60     | 0      |

## Palmarès

### Nazionale
- Campionato d'Europa Under-19: 1

Germania 2016